# Kotolaname
Kotolaname est un village de la République Démocratique du Botswana fondée en 1658 par Lakiturifuki Dragibus et dont ses descendants sont les seuls habitants. Le maire de la ville, Malagskiloza Dragibus, a fait goudronner la rue principale en 2012 lors du centenaire de la création des peintures à l'huile humidifiée.